# Luigi Bruins
Luigi Bruins (* 9. März 1987 in Rotterdam) ist ein niederländischer Fußballspieler. Der Mittelfeldspieler steht bei Excelsior Rotterdam unter Vertrag. Er ist italienischer Abstammung und besitzt neben der niederländischen Staatsbürgerschaft auch diese.

## Karriere

### Verein
Bruins entstammt der Jugendabteilung von Excelsior Rotterdam. 2004/05 stieß er zum Profikader des Vereins. In dieser Saison gab er sein Debüt für den damaligen Zweitligisten. Zu einem weiteren Einsatz kam es allerdings nicht. Erst im folgenden Jahr setzte er sich als Stammkraft durch und konnte in 35 Spielen vier Tore erzielen. Am Ende der Saison stieg die Mannschaft in die Eredivisie auf. Trotz einer weiteren persönlich guten Saison erfolgte der sofortige Wiederabstieg als Tabellenletzter. Danach entschied sich Bruins zu einem Wechsel. Sowohl die großen niederländischen Vereine wie Ajax Amsterdam, AZ Alkmaar, Feyenoord Rotterdam und PSV Eindhoven, als auch die ausländische Mannschaften wie Tottenham Hotspur buhlten um die Dienste des damaligen Youngstars. Letztlich entschied sich Bruins, nur innerhalb der Stadt, zu Feyenoord, zu wechseln. Am 17. Juli 2007 gab er sein Pflichtspieldebüt für die Rot-Weißen. Im gleichen Spiel erzielte er seinen ersten Treffer für seinen neuen Arbeitgeber. Am Ende der Spielzeit gelang die direkte Qualifikation zum UEFA-Pokal.
In Pokal war die Mannschaft erfolgreicher als in der Liga. Feyenoord gelangte bis ins Finale um den KNVB-Pokal und konnte sich dort mit 2:0 gegen Roda JC Kerkrade durchsetzen. Nach einer Sportlichen Talfahrt des Rotterdamer Traditionsvereins lehnte er die von Leo Beenhakker angebotene Vertragsverlängerung ab und wechselte im Oktober 2011 nach Österreich zum FC Red Bull Salzburg. In Salzburg kam er aber nur auf insgesamt drei Einsätze über die gesamte Herbstsaison und wusste dabei auch nicht zu überzeugen. Mitte Dezember einigten sich beide Parteien auf eine Vertragsauflösung. Im März 2012 kehrte Bruins in die Eredivisie zurück und wechselte zu Excelsior Rotterdam. Der Verein wurde Letzter und stieg ab. Der Mittelfeldakteur kam auf neun Einsätze und konnte zwei Tore beisteuern, sein ausgelaufener Vertrag wurde nicht verlängert. Nach einem halben Jahr Vereinslosigkeit, wurde er im Januar 2013 vom französischen Erstligisten OGC Nizza unter Vertrag genommen. In der Sommerpause 2014 wechselte er zu Excelsior Rotterdam.

### Nationalmannschaft
2007 berief ihn Foppe de Haan in den Kader der U-21 der Niederlande für die U-21-Europameisterschaft in den Niederlanden. Das Team drang bis ins Finale vor und konnte dort die serbische Auswahl mit 4:1 besiegen. Bruins wurde in der zweiten Halbzeit eingewechselt und erzielte den Treffer zum Endstand. Dies war auch sein einziger Auftritt während der ganzen EM.

## Erfolge

### Verein
- Meister in der Eerste Divisie mit Excelsior Rotterdam: 2006
- KNVB-Pokal mit Feyenoord Rotterdam: 2008

### Nationalmannschaft
- U-21-Fußball-Europameister: 2007